# دهستان آبادان
دهستان آبادان، یکی از دهستان‌های بخش دامن شهرستان ایرانشهر در استان سیستان و بلوچستان ایران است. مرکز این دهستان، روستای آبادان است.

## جمعیت
بر پایه سرشماری عمومی نفوس و مسکن در سال ۱۳۹۵، جمعیت دهستان آبادان برابر با ۶٬۰۲۶ نفر بوده است.